# Восточный (Тбилисский район)
Восточный — посёлок в Тбилисском районе Краснодарского края.
Входит в состав Тбилисского сельского поселения.

## География

### Улицы
- ул. Весёлая,
- ул. Кравченко,
- ул. Пролетарская,
- ул. Чапаева.

## Население
| 2002 | 2010 |
| ---- | ---- |
| 317  | ↘273 |